# Geschichte der Stadt Dnipro
Die Geschichte der Stadt Dnipro beschreibt die Entwicklung der Stadt Dnipro, die nach der Gründung durch den Stellvertreter Katharinas der Großen, Grigori Alexandrowitsch Potjomkin, als Jekaterinoslaw Hauptstadt des Gouvernements Neurussland und anschließend des nach ihr benannten Gouvernements Jekaterinoslaw wurde. Die Stadt wurde während der Ära der sowjetischen Herrschaft aufgrund der hier beheimateten Rüstungsindustrie (unter anderem Juschmasch und KB Juschnoje) zu einer geschlossenen Stadt und ist heute die drittgrößte Stadt der Ukraine und wichtiger Wirtschafts- und Universitätsstandort.

## Ur- und Frühgeschichte

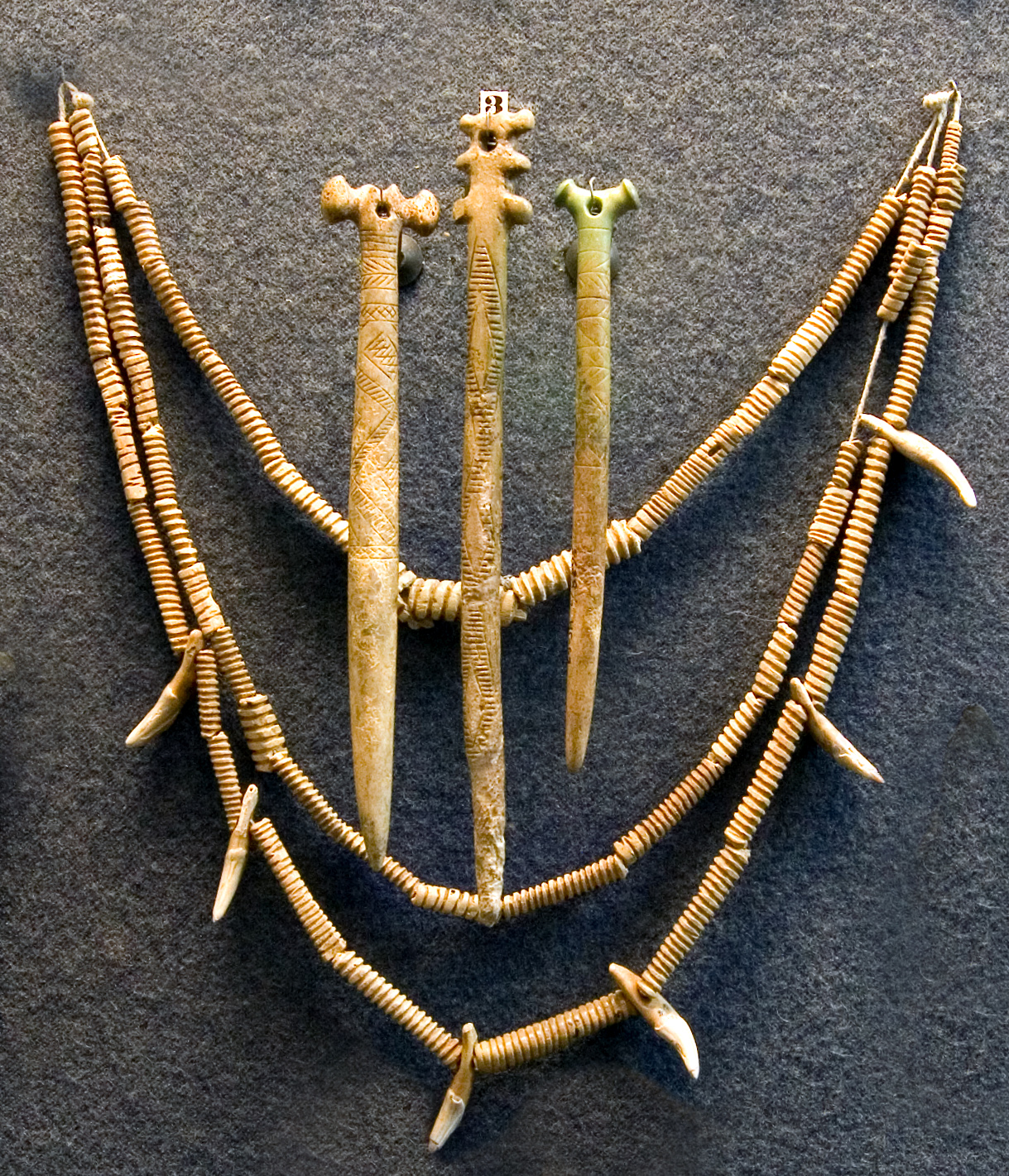
Ausgrabungsgegenstände, die der Jamnaja-Kultur zugeordnet werden.

Das Gebiet des heutigen Dnipro war schon seit dem Paläolithikum besiedelt, jedoch kam es häufig zu Verwüstungen, zuletzt im 13. Jahrhundert während des Mongolensturms. In der Jungsteinzeit sollen dort von 5000 bis 4000 v. Chr. Vertreter der Dnepr-Don-Kultur gelebt haben, denen später die Sredny-Stog-Kultur folgte, die etwa auf die Zeit von 4500 bis 3500 v. Chr. datiert wird. Eine der bekanntesten mit dieser Kultur in Verbindung gebrachten Ausgrabungsorte, Derijiwka, liegt ganz in der Nähe der Stadt. Das Gebiet soll nach anderen Ansichten in der Zeit von 4800 bis 3000 v. Chr. der östliche Ausläufer der Cucuteni-Tripolje-Kultur gewesen sein.
Am Übergang von der Jungsteinzeit zur Kupfersteinzeit gehörte das Stadtgebiet zu den Ursprungsregionen der vermutlich halbnomadischen Kurgankultur, die auf die Zeit von 4400 bis 4300 v. Chr. datiert wird – dies ist jedoch wissenschaftlich nicht ganz unumstritten (vgl. Kritik an der Kurgantheorie und spätere Forschung).
Von der Jamnaja-Kultur wurden aus der späten Kupfersteinzeit/frühen Bronzezeit im stadtnahen Storoschowa mohyla-Kurgan frühe Überreste von Wagen von A. I. Trenoschkin ausgegraben. Aus dieser Zeit stammt vermutlich auch die größte Sammlung von „Stein-Babas“ (ukrainisch Баби кам'яні, russisch каменные бабы) der Ukraine, die sich im Historischen Museum von Dnipro befindet. Wegen ihrer über 3000-jährigen Geschichte waren sie sicherlich nicht das Produkt nur eines Volkes. Die frühesten werden jedoch mit der Jamnaja-Kultur, die eisenzeitlichen Exemplare mit den Skythen und die mittelalterlichen mit verschiedenen Turkvölkern in Verbindung gebracht.
Der Jamnaja-Kultur folgte in der Bronzezeit etwa von 2800/2500 v. Chr. bis 2000 v. Chr. die Katakombengrab-Kultur, die ihren Namen von den von ihnen angelegten Katakomben haben, deren unterirdische Teile am ehesten mit den ägyptischen Mastabas vergleichbar sind. In der Spätbronzezeit folgte im 20. bis 12. vorchristlichen Jahrhundert die Srubna-Kultur.

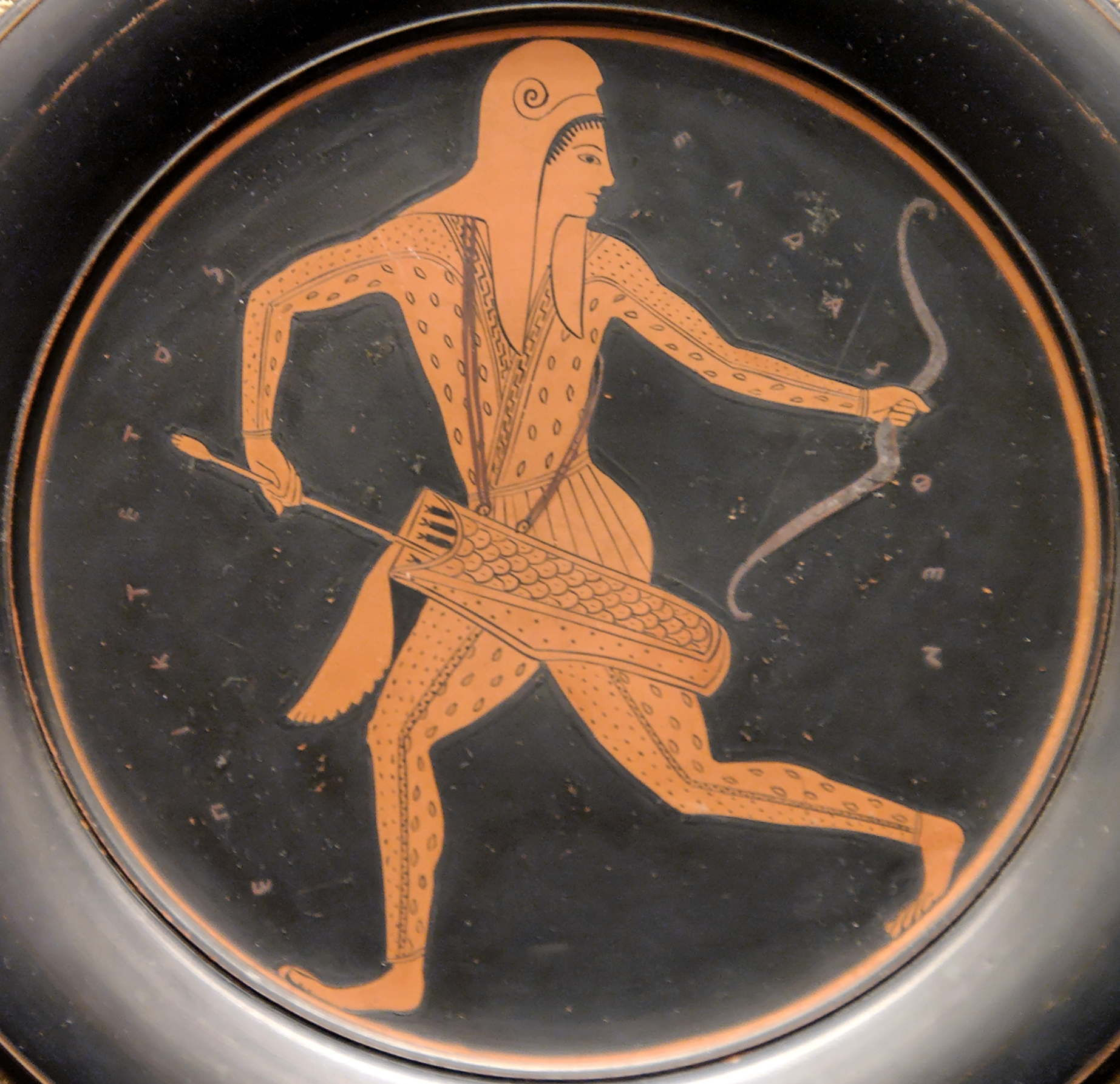
Skythischer Bogenschütze

Das Steppengebiet rund um die Stadt war Teil des sogenannten Wilden Feldes, das in der Antike (8./7. Jahrhundert v. Chr.) von den iranischsprachigen Reitervölkern der Skythen und später von den ihnen nahestehenden Sarmaten, die im 4./3. Jahrhundert v. Chr. die Skythen unterwarfen und assimilierten, bewohnt wurde.

## Völkerwanderungszeit
Vom 2. bis Anfang des 5. Jahrhunderts n. Chr. könnte dort auch die mit den Ostgoten assoziierte Tschernjachow-Kultur ansässig geworden sein, da die Goten zu dieser Zeit aus dem Weichselraum an die Küsten des Schwarzen Meeres drängten, wobei sie vermutlich die dort ansässigen Aorsen, den damals größten Stamm der Sarmaten, über einen Zeitraum von 20 Jahren allmählich besiegten. Etwa um das Jahr 374 sollen die ersten Hunnen unter ihrem Führer Balamir die Wolga überquert und dabei das Reich der Alanen zerstört und mit ihnen anschließend ein Bündnis geschlossen haben. Durch den Druck aus Osten wurden wohl auch die sarmatischen Stämme der Jazygen und der Roxolanen in Richtung Westen (am wahrscheinlichsten auf den Balkan) verdrängt. Im Jahre 375 wurden die Greutungen (Ostgoten) Ermanarichs vernichtet (vgl. vor allem Ammianus Marcellinus, Res gestae 31, 2f.), spätestens zu dieser Zeit begann der Hunnensturm.
Im vierten Jahrhundert könnten auch die Bulgaren bzw. Proto-Bulgaren im Zuge der Völkerwanderung mitgerissen worden sein. Sie siedelten sich im sogenannten Onoguria an und weiteten ihr Reich über das heutige Dnipro aus. Wahrscheinlich siedelten sich um diese Zeit die aus Norden kommenden Slawen erstmals in dem Gebiet an, wobei einige auch zusammen mit den Bulgaren in Richtung Balkan gezogen sein könnten. Nach dem Abzug der Hunnen und der von ihnen in Richtung Westen vertriebenen Völker entstand um die heutige Stadt und die gesamte Südukraine ein Machtvakuum. Im 6. Jahrhundert teilten sich die frühen Bulgaren vermutlich in die Kutriguren, die weiter in Richtung Westen drängten und die Utiguren, die am Don geblieben waren und wahrscheinlich das Großbulgarische Reich gründeten, zu dessen Einzugsgebiet auch Dnipro gehörte. Was mit den Onoguren, einem weiteren Stamm, der mit den Protobulgaren in Verbindung gebracht wird, geschah, ist unklar. So wurde das Gebiet des heutigen Dnipro wie die ganze Südukraine zum Durchzugsgebiet der Bulgaren aus ihrer Heimat, die vermutlich an der Wolga lag. Im 7. Jahrhundert zogen die Bulgaren unter ihrem Anführer Kubrat allmählich immer weiter in das heutige Bulgarien, wobei ein Teil vermutlich den Staat der Wolgabulgaren bildete. Aus dieser Zeit stammt wohl der Fund des bedeutenden Pereschepenski-Schatzes bei Poltawa, 100 Kilometer nördlich von Dnipro.

## Mittelalter bis zum Kosakenstaat
Das Gebiet östlich der Stadt wurde etwa um das Jahr 750 Teil des Chasarenreiches. Außerdem gehörte es zum Handelsnetz der Radhaniten, jüdischen Kaufleuten, die etwa vom 8. bis zum 11. Jahrhundert die Handelsbeziehungen zwischen den verfeindeten Ländern des Abendlandes und der islamischen Welt sicherstellten und auch Handel mit Indien und China trieben. Sie waren wahrscheinlich der wichtigste Grund für die große Bedeutung des Judentums im Chasarenreich. Westlich der Stadt besiedelten die 600 n. Chr. noch im Wolgagebiet lebenden Magyaren um das Jahr 900 n. Chr. schon das Gebiet zwischen Dnister und Dnepr, vermutlich das von ihnen so genannte Etelköz (wörtlich: Land zwischen den Flüssen) – an der Ostgrenze des Chasarenreiches, dem sie tributpflichtig waren. In dieser Zeit schlossen sich ihnen auch die Kabaren an, drei Stämme, die gegen das Chasarenreich rebellierten, und zogen wegen des Drucks der Petschenegen aus den Weiten der eurasischen Steppengebiete und der mit ihnen verbündeten Bulgaren unter Zar Simeon I. in Richtung Westen in die Karpaten beziehungsweise in das Pannonische Becken.
Etwa vom 8. bis zum 11. Jahrhundert verlief durch das heutige Stadtgebiet (über den Dnepr) der Handelsweg zwischen Skandinavien und Byzanz, einer der wichtigsten Handelswege Osteuropas.

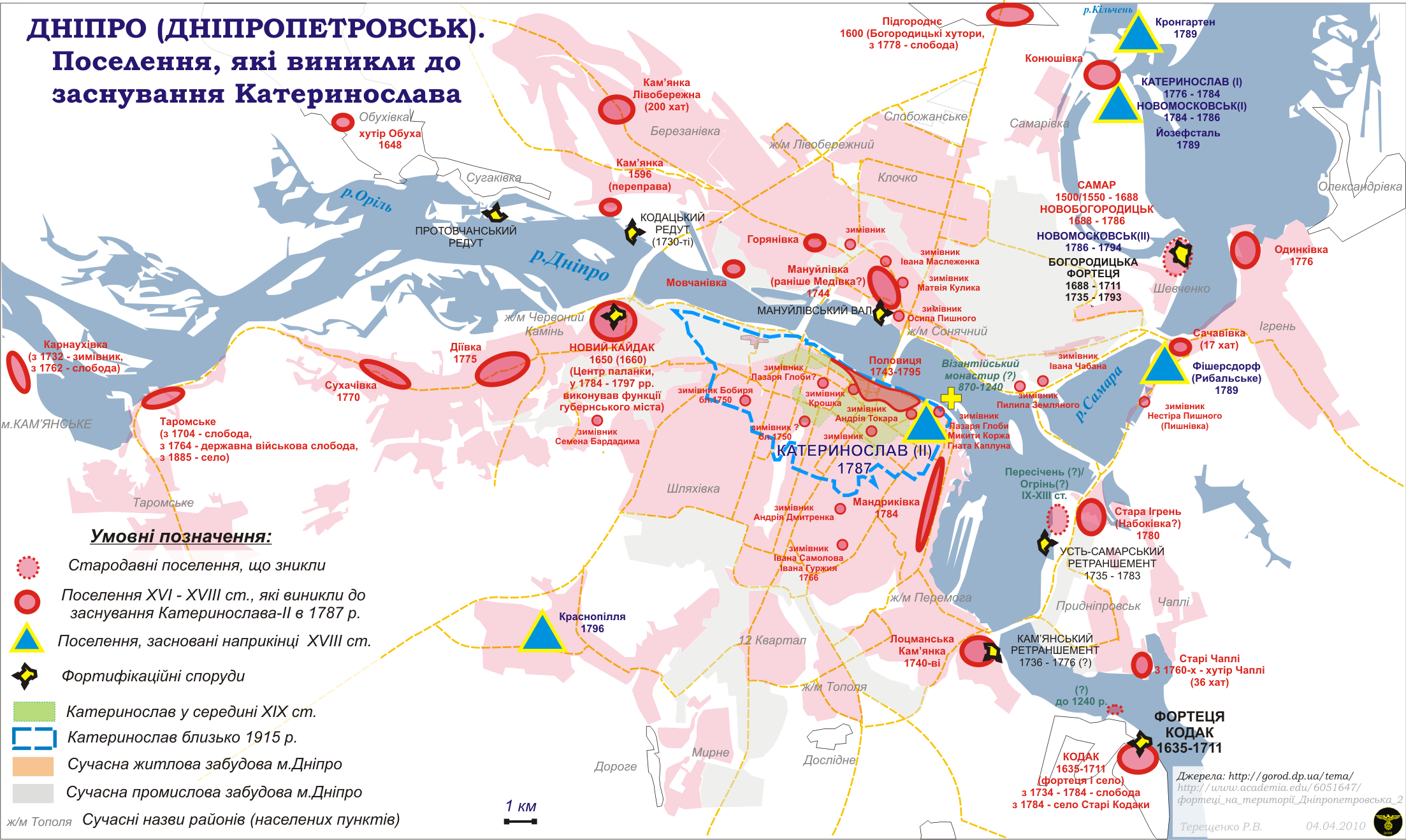
Vormalige Ortschaften und Festungen auf dem Gebiet der heutigen Stadt Dnipro

Nach dem Niedergang des Chasarenreiches kamen die Reitervölker der Petschenegen und Kumanen sowie die Goldene Horde. Nach der Auflösung der Goldenen Horde wurde das Gebiet rund um Dnipro im 15. und 16. Jahrhundert von den aus Polen-Litauen geflohenen Ruthenen besiedelt, die dort freie Kosakengemeinschaften gründeten und einen Kosakenstaat bildeten (siehe auch Saporoger Kosaken). Sie kämpften gegen die polnische Herrschaft und wehrten sich gegen die häufigen Überfälle des tatarischen Krimkhanats.
1635 errichteten die Polen etwa zehn Kilometer südlich der Stadt die Festung Kodak, um sich vor den Saporoger Kosaken zu schützen und lokale Bauern davon abzuhalten, sich ihnen anzuschließen. Noch im selben Jahr eroberten Kosaken unter der Führung von Iwan Sulyma die Festung und brannten sie nieder. 1639 errichteten die Polen die Festung in doppelter Größe wieder. Aufgrund des Schutzes durch die Festung siedelten sich immer mehr Menschen in der entstehenden Stadt Stari Kodaki an, anstatt sich den Saporoger Kosaken anzuschließen. Beim Chmelnyzkyj-Aufstand erlebte die Festung eine siebenmonatige Belagerung und ergab sich danach den Kosakentruppen. Sie wurde aufgrund des Friedensvertrages vom Pruth 1711 von den Russen geschleift. Die Siedlung Stari Kodaki gilt.

## Zaristisches und kaiserliches Russland

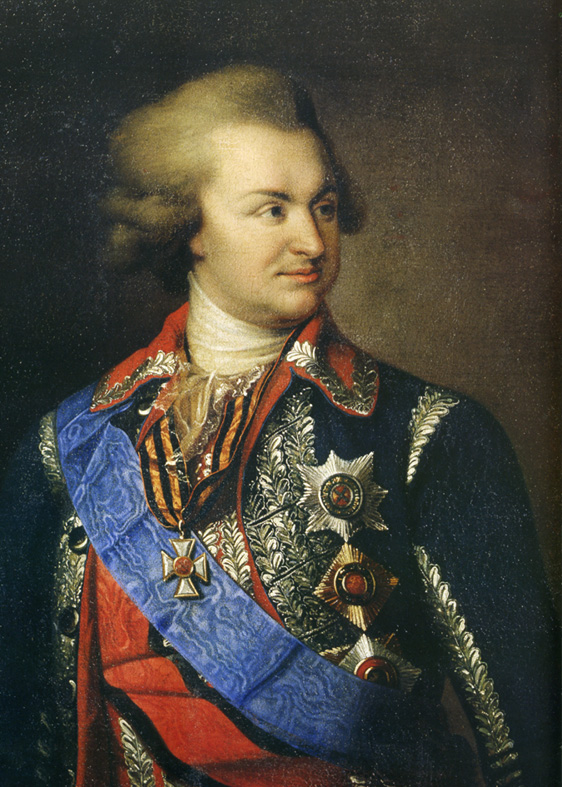
Potjomkin

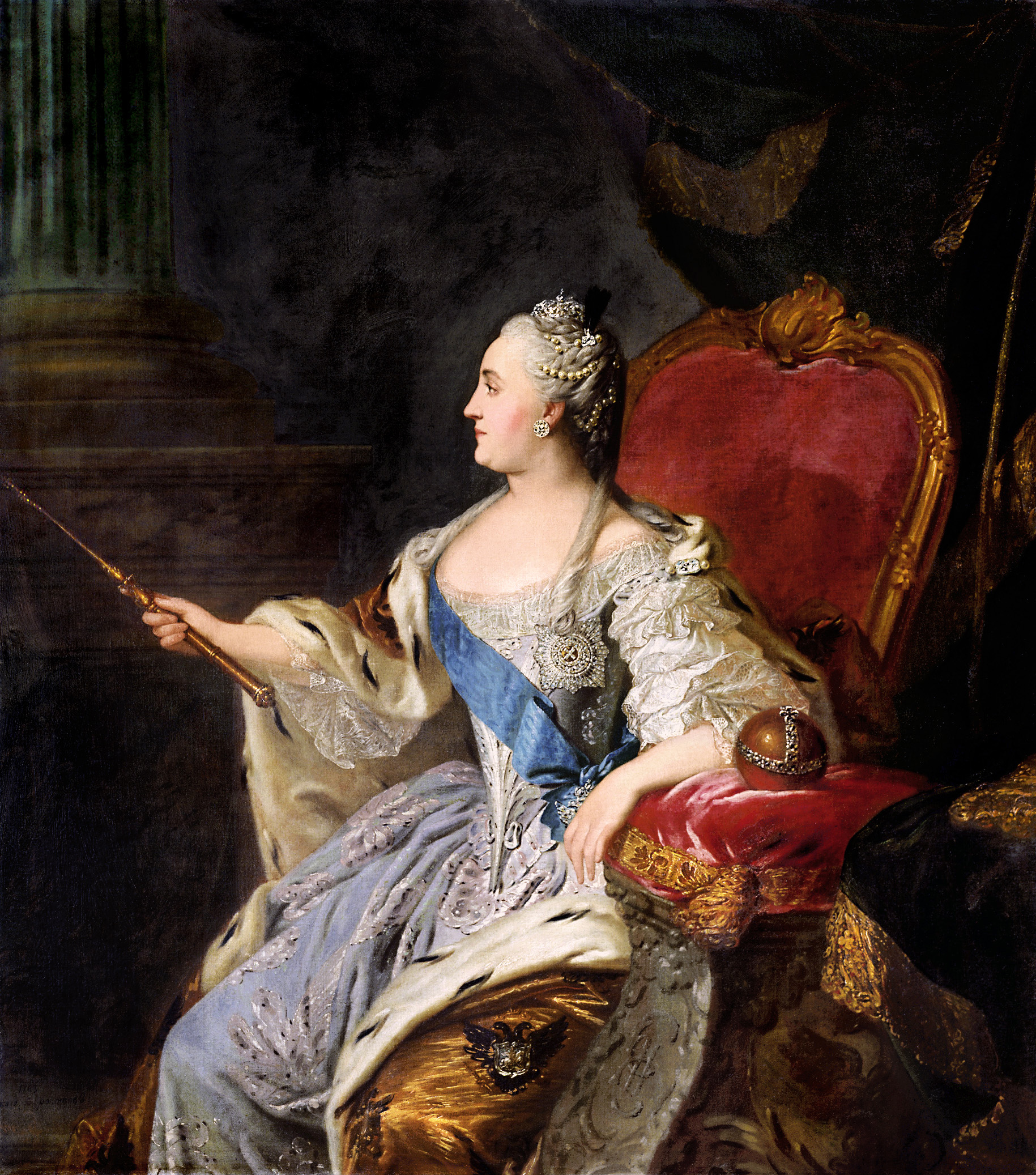
Katharina II.

Nach dem kosakischen Bündnisschluss mit Russland wurde Ende des 17. Jahrhunderts eine Expansion des Osmanischen Reiches in die Ostukraine abgewehrt. Nach dem Russisch-Osmanischen Krieg von 1768 bis 1774, als der Einfluss des Osmanischen Reiches nördlich des Schwarzen Meeres beseitigt war, wurde im Zuge des sogenannten griechischen Plans der Kaiserin Katharina der Großen ein umfassendes Erschließungsprogramm der neueroberten südlichen Gebiete ausgearbeitet. Unter der Leitung des Fürsten Grigori Potjomkin wurde hier das Gouvernement Neurussland geschaffen, dessen Hauptstadt das 1776 gegründete Jekaterinoslaw wurde. Die Lage der Stadt etwas südwestlich des heutigen Pidhorodne, am Zusammenfluss von Samara und Kiltschen (ukrainisch Кільче’нь), war jedoch unvorteilhaft da aufsteigendes Quellwasser die Stadt regelmäßig in einen Sumpf verwandelte. Deshalb wurde die Stadt 1783 an der heutigen Stelle neu gegründet. 1805 wohnten dort 2.634 Menschen (davon 376 Juden).
Von 1802 bis 1925 war die Stadt Hauptstadt des Gouvernement Jekaterinoslaw. Im 19. Jahrhundert erlebte die Stadt im Zusammenhang mit der Verlegung der Eisenbahnstrecke aus Zentralrussland auf die Krim ein schnelles Wachstum der Bevölkerungszahl und der Industrie.
Dieses Wachstum wurde jedoch zunehmend durch die im Stadtgebiet fließenden Bäche und Flüsse, vor allem durch die Polowizja und ihre sumpfigen Gräben, behindert. Diese führte zu vielen Beschwerden von Anwohnern vor allem über den Gestank und die bei starkem Regen auftretenden Überschwemmungen der anliegenden Häuser, woraufhin viele Stellen überbrückt wurden. Aus diesen Brücken entstanden vor allem in den späten 1900er Jahren zunehmend Kanäle mit denen die städtischen Flüsse und Bäche immer weiter verrohrt und unter die Erde verlegt wurden.
1883 erreichten Antijüdische Ausschreitungen/Pogrome die Stadt und wie auch in Krywyj Rih und Nowomoskowsk, wurden dabei zahlreiche Jüdische Häuser, Geschäfte, vor allem aber Wirtshäuser geplündert. Es kam zu Vergewaltigungen und Morden, deren Zahl nur zu schätzen ist. Diese Unruhen begannen 1881 und erstreckten sich über große Teile des südlichen Ansiedlungsrayons insbesondere in den Gouvernements Cherson als Ausgangspunkt, aber auch in Taurien, Kiew, Jekaterinoslaw und 1884 Nischni Nowgorod. Weil davon ausgegangen wurde das hinter dem Attentat auf Zar Alexander II. vom 13. März 1881 Juden standen. Obwohl es tatsächlich von der linksterroristischen Organisation Narodnaja Wolja verübt worden war.
In den Wirren der Russischen Revolution von 1905, ausgelöst durch den Russisch-Japanischen Krieg und den Petersburger Blutsonntag, erhob sich auch das Proletariat der Stadt Jekaterinoslaw. So begannen hier die Revolutionäre Grigori Iwanowitsch Petrowski und Iwan Wassiljewitsch Babuschkin, nach dem der Stadtteil Schewtschenko benannt war, ihren Werdegang.

## Revolutionszeit
Im November 1917, nach der Februarrevolution, gehörte die Stadt, wie das gesamte Gouvernement Jekaterinoslaw, zur Ukrainischen Volksrepublik. Jedoch marschierten schon am 9. Januar 1918 Einheiten der Bolschewiki ein und nahmen die Stadt ein. Die Stadt wurde von den Bolschewiki bis zum April 1918 der roten Sowjetrepublik Donezk-Kriwoi Rog angegliedert. Ab April 1918 gehörte die Stadt zur deutschen Besatzungszone. Die Zentralna Rada wurde aufgelöst und Pawlo Skoropadskyj als Hetman des Marionettenstaates Ukrainischer Staat eingesetzt.
Vom Januar 1919 bis zum 29. Juni 1919 gehörte die Stadt zur roten Ukrainischen Sozialistischen Sowjetrepublik und anschließend zum von der Weißen Bewegung kontrollierten Gebiet des Weißen Südrusslands (russisch бе́лый Юг Росси́и).
Die Stadt erlebte während des Russischen Bürgerkrieges keine Schlachten oder Zerstörungen. Sie wurde zweimal von Soldaten der Machnowschtschina eingenommen, 27. bis 31. Dezember 1918 und 9. November bis 9. Dezember 1919. 1918 wurden die vereinigten Streitkräfte der Ukrainischen Volksrepublik und des Ukrainischen Staates, die sogenannten „Petljurowzi“ (russisch петлюровцы) vertrieben. Während der Zugehörigkeit der Stadt zur Ukrainischen Volksrepublik beziehungsweise zum Ukrainischen Staat wurde die Nationale Universität Dnipro gegründet und Stadt zu Sitscheslaw umbenannt, dies wurde jedoch nie offiziell und hielt nur für ein Jahr.
1919 war die Stadt (wieder als Jekaterinoslaw) Hauptstadt der Machnowschtschina, nachdem Einheiten der Weißen Armee vertrieben worden waren. Anschließend wurde die Stadt am 30. Dezember 1919 von der Roten Armee eingenommen, die den Bürgerkrieg endgültig gewann.

## Sowjetzeit

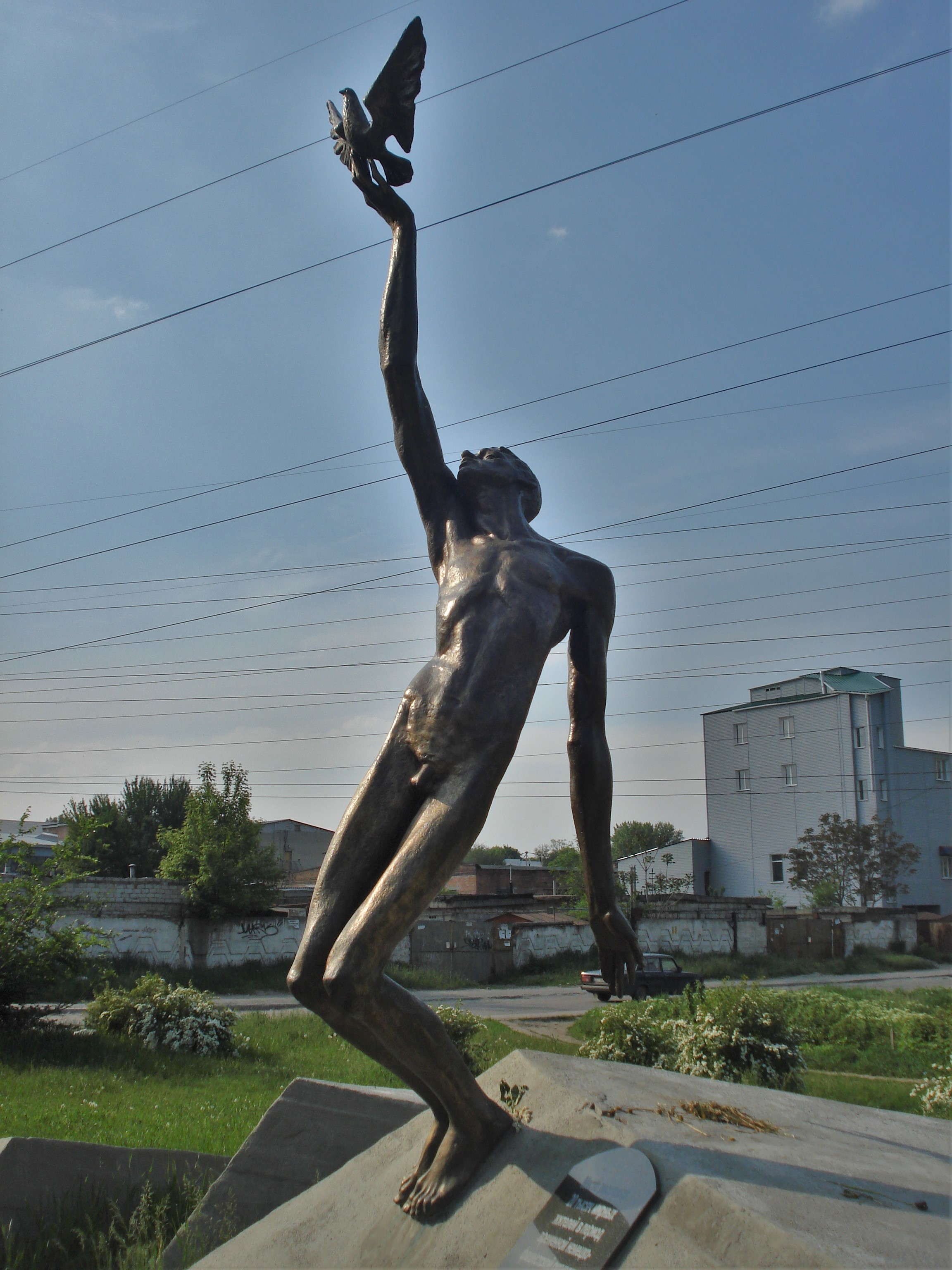
Denkmal für die 20.000 erschossenen Juden von Dnipropetrowsk 1943

Während des Holodomor im Jahre 1933 wurden von der Geheimpolizei GPU viele Fälle von Kannibalismus festgestellt. Etwa 7 % aller Strafverfahren aufgrund von Kannibalismus (was mit mindestens 10 Jahren Haft oder der Todesstrafe geahndet wurde) hatten ihren Ursprung in der Oblast Dnipropetrowsk. In dieser Zeit verhungerten mehrere Millionen Menschen in der Ukraine.
Im Zweiten Weltkrieg erlitt die Stadt enorme Zerstörungen. Es kam außerdem zum Massenmord an jüdischen Einwohnern durch die deutschen Besatzer. An den Massenerschießungen waren der SS-Führer Friedrich Jeckeln und das Polizeibataillon 314 maßgeblich beteiligt. Dabei wurden am 13./14. Oktober 1941 11.000 Juden ermordet. Als im Herbst 1941 eine Hungersnot in der Stadt nicht mehr zu übersehen war, untersagte, so die „Ereignismeldung UdSSR“ Nr. 135 der SS-Einsatzgruppe C. 19. November 1941, der NS-Staatssekretär für Ernährung und Landwirtschaft Herbert Backe die Einführung von Lebensmittelkarten, „da diese Rechtsansprüche auf Belieferung darstellten“.
In der Stadt bestanden die beiden Kriegsgefangenenlager 417 und 460 (ab 1949) für deutsche Kriegsgefangene des Zweiten Weltkriegs. Schwer Erkrankte wurden im Kriegsgefangenenhospital 5905 versorgt.
Nach der Rückeroberung der Stadt wurde hier 1944 Juschmasch (übersetzt: Produktionsvereinigung südlicher Maschinenbauwerke), ein Hersteller von Raketen, Satelliten und Raumfahrzeugen, gegründet. Juschmasch stellte die erste sowjetische Interkontinentalrakete her, die R-16.
1951 wurde das Konstruktionsbüro Juschnoje als eigenständiges Unternehmen von Juschmasch getrennt. Die Niederlassung von Juschmasch war der Hauptgrund, die Stadt in eine Geschlossene Stadt umzuwandeln. Dies wurde als nötig empfunden, um wichtige Informationen über den Raketenbau und die Weltraumforschung vor Spionage zu schützen.
Nach dem Zweiten Weltkrieg kam es zum Wiederaufbau, der fortgesetzten Industrialisierung und einem schnellen Bevölkerungswachstum, das Dnipropetrowsk in den 1980er Jahren zu einer Millionenstadt werden ließ.
Im Zuge der Perestroika ab 1986 sank die Nachfrage nach Militärtechnik drastisch, was Juschmasch zwang, in den zivilen Maschinenbau (Windräder, Straßenbahnen, Busse …) einzusteigen.

## Unabhängige Ukraine seit 1991

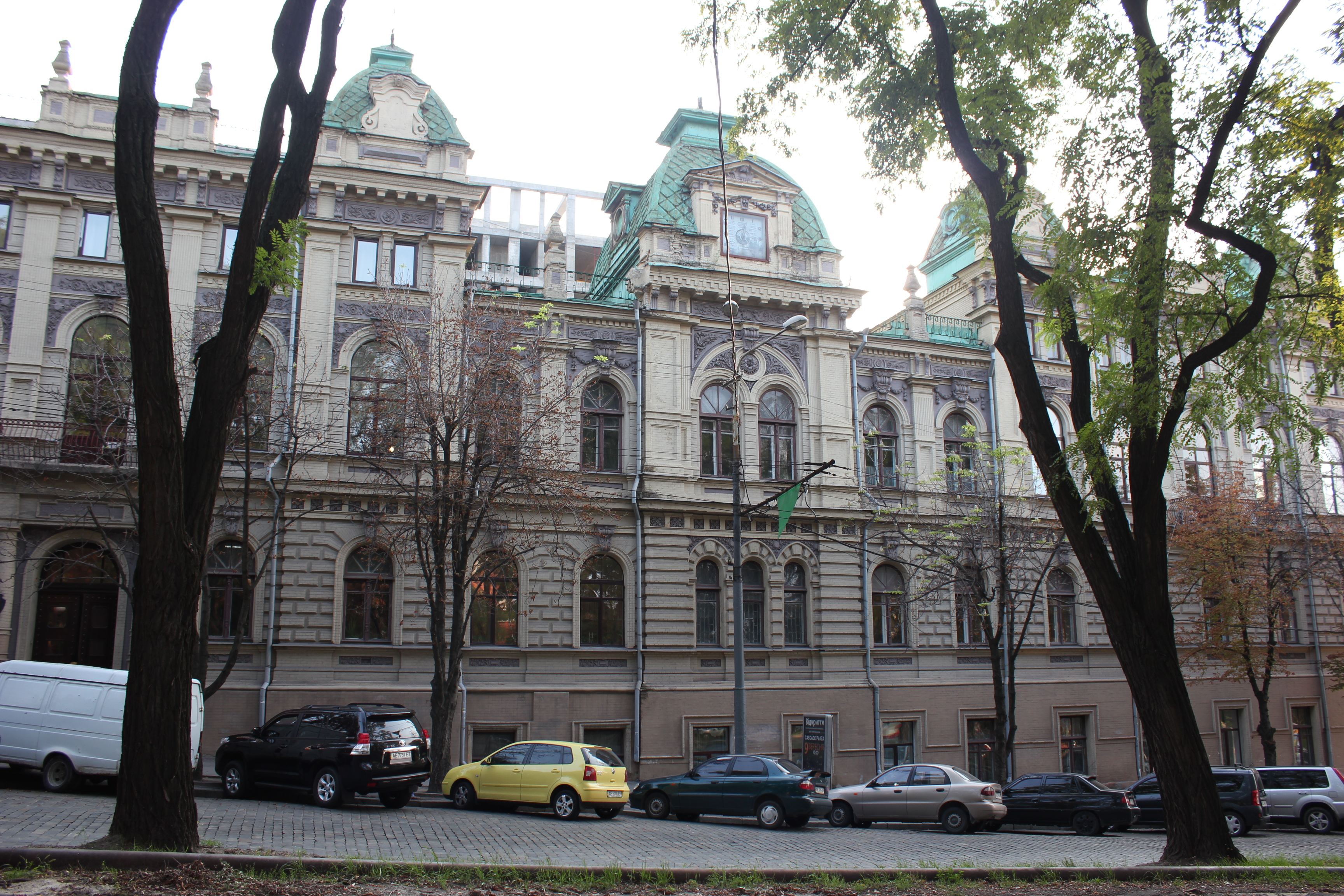
Der Dniproer Stadtrat

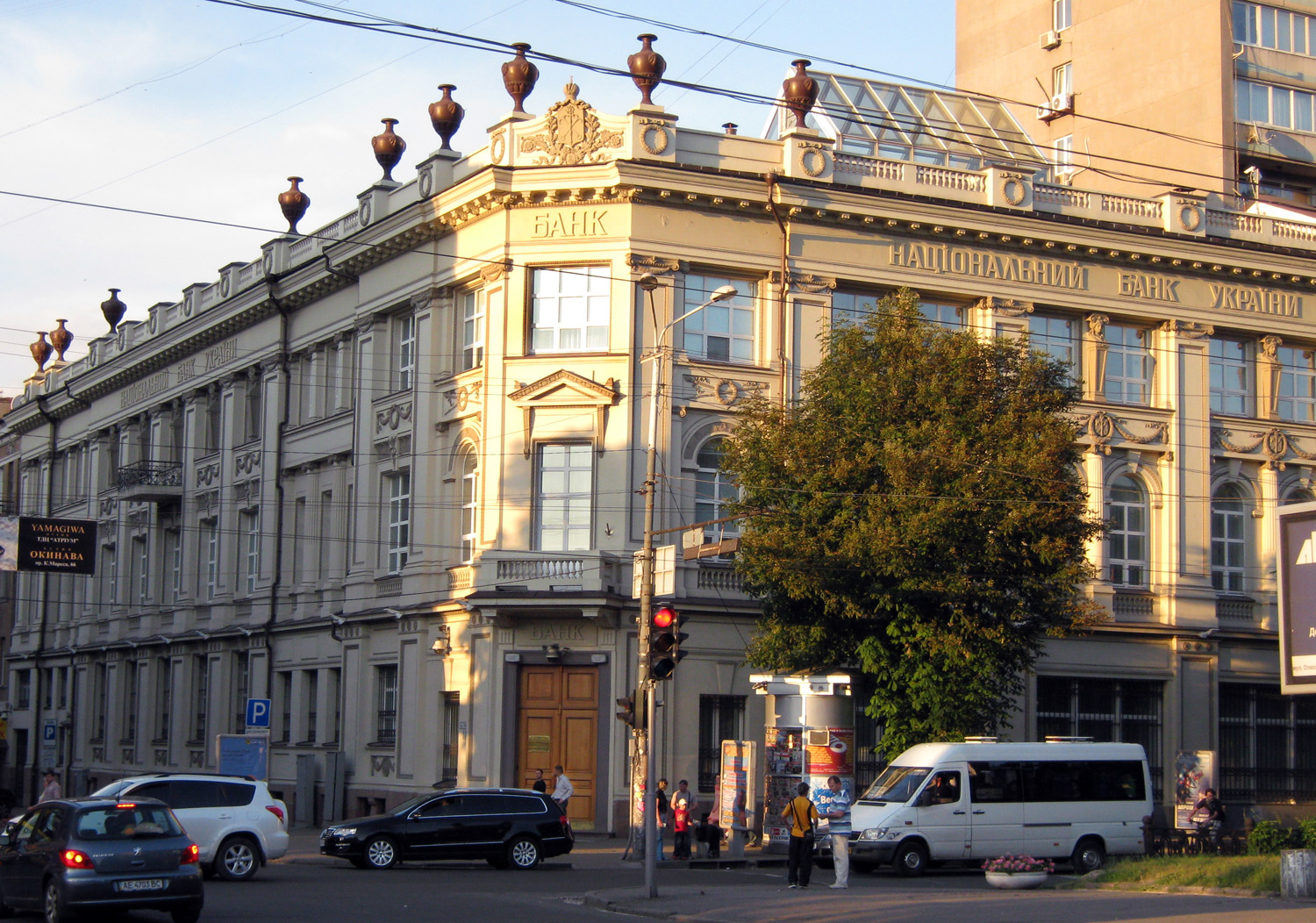
Dniproer Abteilung der ukrainischen Nationalbank

Durch die Unabhängigkeit der Ukraine von der Sowjetunion verlor die Stadt den Status einer geschlossenen Stadt.
Mit der Gründung der Privatbank im Jahre 1992 wurde Dnipropetrowsk zum Sitz des größten Finanzinstituts der Ukraine.
Im Jahr 2007 kam es in der Stadt zu einer Mordserie. Dabei wurden 21 Menschen, überwiegend Wehrlose und Obdachlose, umgebracht. Bei den Tätern, die 2008 festgenommen werden konnten, handelt es sich um drei Jugendliche im Alter von 20 Jahren. Die Jugendlichen filmten sich bei ihren Verbrechen. Alle drei kamen aus gutem Hause und begründeten ihre Tat damit, dass sie den „Kick“ des Tötens fühlen und im späteren Leben Erinnerungen an ihre Jugend haben wollten.
Am 13. Oktober 2007 gab es in der Stadt eine Gasexplosion in einem Wohnhaus, bei der 22 Menschen starben. Das Wohnhaus wird von den Einwohnern Китайская стена (Transkription Kitaiskaja Stena) genannt – zu Deutsch „Chinesische Mauer“ – und befindet sich in einem der ärmeren Stadtviertel.
Am 27. April 2012 wurden an belebten Stellen der Stadt fast zeitgleich mehrere Bombenanschläge verübt, bei denen mindestens 29 Menschen verletzt wurden. Es hat bisher keine Bekennervideos oder sonstige Mitteilungen von Seiten der Täter gegeben, sodass man nicht sagen kann, in welchem Zusammenhang dieser Anschlag verübt wurde.
2012 wurde in der Oblast Dnipropetrowsk, und damit auch in der Stadt selbst, Russisch wieder als regionale Amtssprache eingeführt.